# Abborrtjärnen (Arvidsjaurs socken, Lappland, 727699-167963)
Abborrtjärnen är en sjö i Arvidsjaurs kommun i Lappland och ingår i Byskeälvens huvudavrinningsområde.